# Aristokracie

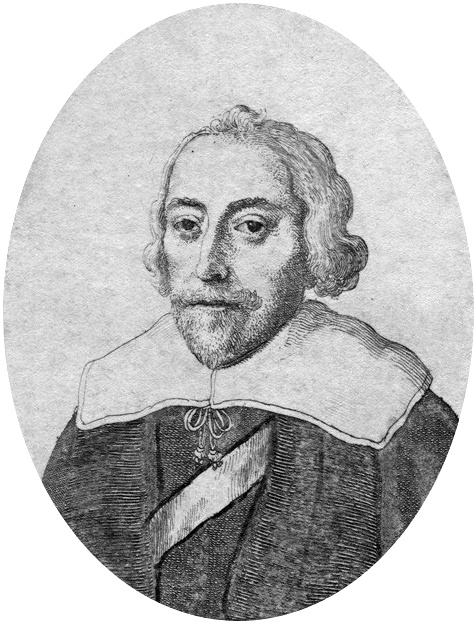
Zobrazená osoba: Oliver St John, 1. hrabě z Bolingbroke

Aristokracie (z řec. aristos, nejlepší a kratos, vláda) je forma vlády, kde je moc v rukou elity, skupiny urozených lidí. Tím se liší jednak od absolutní monarchie jako vlády jediného panovníka, i od demokracie jako vlády všech svobodných občanů. Zvrhlou formou aristokracie je podle Aristotela oligarchie, vláda skupiny bohatých, kteří se žádnou jinou předností nevyznačují.
Ve starověku a v některých zemích (například v Itálii) až do novověku byla tato „vláda nejlepších“, obvykle vybíraných z nejpřednějších rodů v obci, typická pro nezávislé městské státy. V novověkých monarchiích, kde se na vládě podílela také šlechta, se název aristokracie začal používat právě pro tuto privilegovanou vrstvu.